# Pingelap
Pingelap è un atollo delle Isole Caroline. Amministrativamente è una municipalità del distretto delle isole esterne di Pohnpei, dello Stato di Pohnpei, uno degli Stati Federati di Micronesia.

## Geografia fisica
Pingelap ha una superficie di 1,8 km² ed è l'atollo più a sud della Micronesia, ed ha una popolazione di circa 360 persone (stima del 2008), la cui principale attività economica è la pesca. La lingua parlata è il Pingelapese e l'inglese.

## Acromatopsia e tifoni
L'atollo è soggetto a fattori climatici sfavorevoli, come il tifone del 1775, che uccise il 90% degli abitanti; questo, probabilmente, ha causato un aumento dell'incidenza dell'acromatopsia, una malattia genetica che non permette agli abitanti di visualizzare i colori.